# Dinastia sargônida
A dinastia sargônida foi a dinastia governante final da Assíria, governando como reis da Assíria durante o Império Neoassírio por pouco mais de um século, desde a ascensão de Sargão II em 722 a.C. até a queda da Assíria em 609 a.C. Embora a Assíria acabasse caindo durante seu governo, a dinastia sargônida governou o país durante o ápice de seu poder e os três sucessores imediatos de Sargão II, Senaqueribe (r. 705–681 a.C.), Assaradão (r. 681–669 a.C.) e Assurbanípal (r. 681–669 a.C.) são geralmente considerados três dos maiores monarcas assírios. Embora a dinastia englobe sete reis assírios, dois reis vassalos na Babilônia e vários príncipes e princesas, o termo "sargônidas" às vezes é usado apenas para Senaqueribe, Assaradão e Assurbanípal.
Embora a dinastia sargônida abranja apenas os reinados de alguns reis, seu governo viu as fronteiras do império crescerem para abranger todo o Antigo Oriente Próximo, o Mediterrâneo Oriental, a Ásia Menor, o Cáucaso e partes da península arábica e do Norte da África, e eles testemunharam a subjugação de rivais como Babilônia, Elão, Pérsia, Urartu, Lídia, os medos, frígios, cimérios, Israel, Judá, Fenícia, a Caldeia, Canaã, o Império Cuxita, os árabes e o Egito, como rivais da Assíria, foram completamente conquistados ou feitos vassalos.
Após a reconquista da Babilônia por Sargão II em 710 a.C., os sargônidas também governaram periodicamente como reis da Babilônia, embora às vezes preferissem designar reis vassalos. Babilônia provou ser notoriamente difícil de controlar, com a cidade e as terras vizinhas no sul da Mesopotâmia se rebelando repetidamente contra os reis sargônidas, apesar de vários métodos diferentes serem tentados para apaziguar os babilônios. A revolta final, por Nabopolassar em 626 a.C., conseguiu estabelecer um novo reino independente, o Império Neobabilônico, que menos de duas décadas depois destruiria o Império Neoassírio e acabaria com o governo da dinastia sargônida. Os babilônios se aliaram aos medos, também rivais dos assírios, e embora a guerra medo-babilônica contra o Império Assírio foi indecisa no início, a Queda de Nínive e a morte do rei Sinsariscum em 612 a.C. foi um golpe mortal para o Império Assírio. O sucessor de Sinsariscum, Assurubalite II, reuniu o que restava do exército assírio na cidade de Harã, mas perdeu a cidade para seus inimigos em 610-609 a.C. e foi derrotado na tentativa de retomá-la em 609 a.C., encerrando o governo da dinastia sargônida e da Assíria quase dois milênios de história como entidade política independente.

## Antecedentes

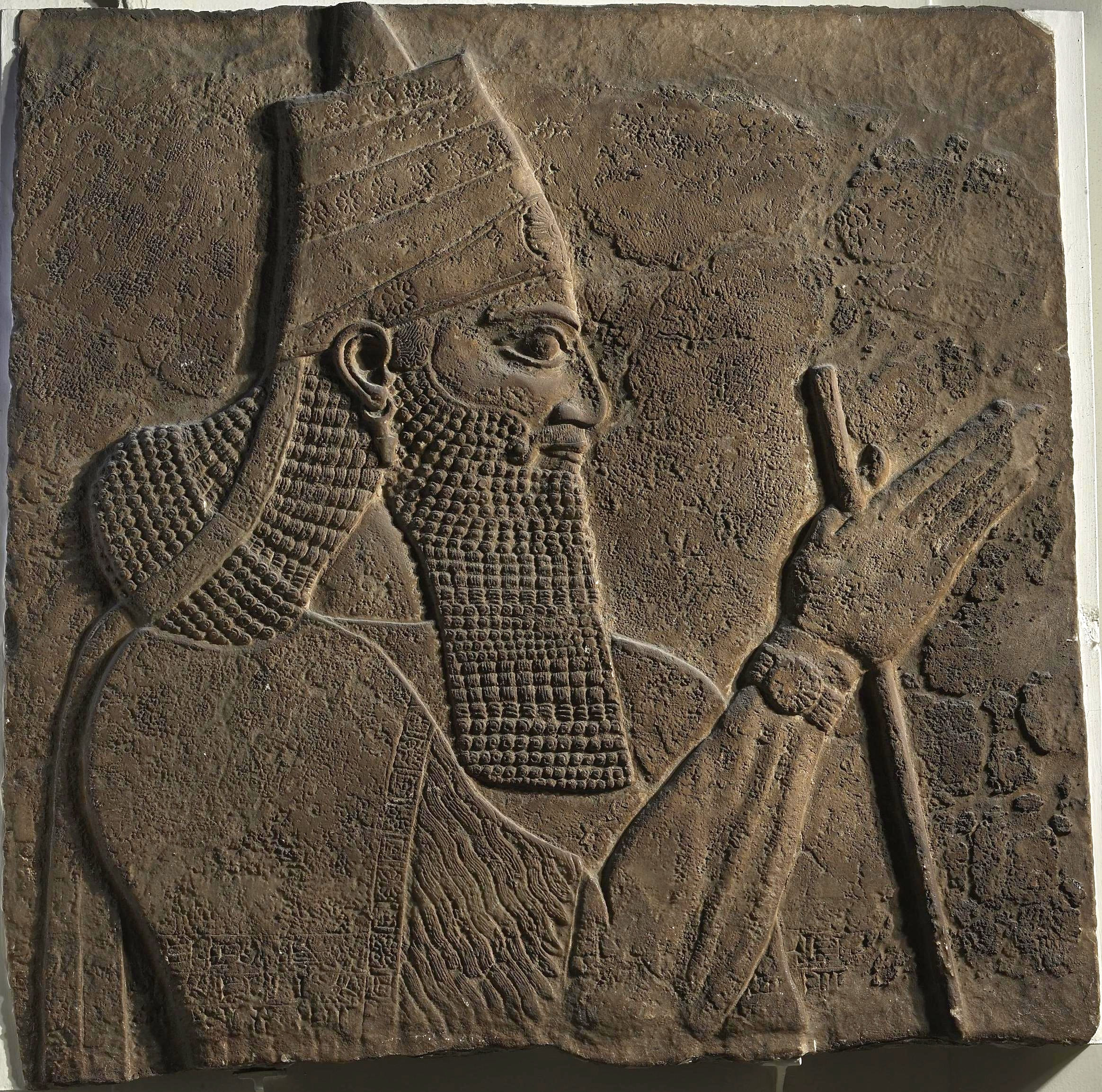
Rei Tiglate-Pileser III, o suposto pai de Sargão II. De um relevo alojado no Museu Britânico

O século no poder da dinastia sargônida foi imediatamente precedido pelos reinados dos dois reis Tiglate-Pileser III (r. 745–727 a.C.) e Salmanaser V (r. 727–722 a.C.). A natureza da ascensão de Tiglate-Pileser ao trono da Assíria em 745 a.C. não está clara e é contestada. Várias evidências, incluindo a de que houve uma revolta em Ninrude, a capital do Império Assírio, em 746/745 a.C., que as antigas fontes assírias fornecem informações conflitantes em relação à linhagem de Tiglate-Pileser, e que Tiglate-Pileser em suas inscrições atribui sua ascensão ao trono apenas à seleção divina, em vez de seleção divina e ancestralidade real (tipicamente feito por reis assírios), foram interpretados como uma indicação de que ele era um usurpador. Embora alguns tenham chegado a sugerir que Tiglate-Pileser não fazia parte da dinastia real anterior, a duradoura dinastia adasida, suas reivindicações de descendência real eram provavelmente verdadeiras, o que significa que independentemente de quer ele usurpasse o trono ou não, ele era um candidato legítimo a ele.
Embora tenha sido principalmente durante a dinastia sargônida que a Assíria foi transformada de um reino baseado principalmente no coração da Mesopotâmia em um império verdadeiramente multinacional e multiétnico, as bases que permitiram esse desenvolvimento foram estabelecidas durante o reinado de Tiglate-Pileser por meio de extensas reformas civis e militares. Além disso, Tiglate-Pileser começou uma série de conquistas bem-sucedidas, subjugando os reinos da Babilônia e Urartu e conquistando a costa do Mediterrâneo. Suas inovações militares bem-sucedidas, incluindo a substituição do alistamento pelo recrutamento fornecido por cada província, fizeram do exército assírio um dos exércitos mais eficazes reunidos até aquele ponto.
O filho e sucessor de Tiglate-Pileser, Salmanaser V, provou ser impopular devido às suas fracas habilidades militares e administrativas e também aparentemente sobrecarregou os povos em todo o seu grande império. Após um reinado de apenas cinco anos, Salmanaser foi substituído como rei, provavelmente sendo deposto e assassinado em um golpe palaciano, pelo fundador da dinastia sargônida, Sargão II. Embora Sargão II estivesse conectado a reis anteriores nas listas de reis por meio de uma alegação de que era filho de Tiglate-Pileser III, essa alegação não é apresentada na maioria de suas próprias inscrições, onde também é descrito como sendo convocado e pessoalmente nomeado como rei por Assur. Muitos historiadores aceitam a alegação de Sargão de ter sido filho de Tiglate-Pileser, mas não acreditam que ele tenha sido o herdeiro legítimo do trono como o próximo na linha após o fim do reinado de Salmanaser. Mesmo assim, sua alegação de ter sido filho de Tiglate-Pileser é geralmente tratada com mais cautela do que as próprias alegações de ancestralidade real de Tiglate-Pileser. Alguns assiriólogos, como J.A. Brinkman, acreditam que Sargão, no mínimo, não pertencia à linhagem dinástica direta.
A ascensão de Sargão II ao trono viu muitas rebeliões e ele pode ter adotado o nome real de Sargão (em acádio: Šarru-kin, uma possível interpretação sendo "rei legítimo") em um esforço para se retratar como legítimo. Referências ainda em 670 a.C., durante o reinado do neto de Sargão II, Assaradão, à possibilidade de que "descendentes da antiga realeza" poderiam tentar tomar o trono sugere que a dinastia sargônida não estava necessariamente bem conectada aos monarcas assírios anteriores. O rei da Babilônia separa dinasticamente Sargão e seus descendentes de Tiglate-Pileser e Salmanaser V: Tiglate-Pileser e Salmanaser são registrados como da "dinastia de Baltil" (Baltil possivelmente sendo a porção mais antiga da antiga capital assíria de Assur), enquanto sargônidas são registrados como pertencentes à "dinastia de Hanigalbate", possivelmente conectando-os a um antigo ramo júnior da família real assíria que governava como vice-reis nas partes ocidentais do Império Assírio com o título de "rei de Hanigalbate".

## Governantes da dinastia sargônida

### Sargão II(r.722–705a.C.)

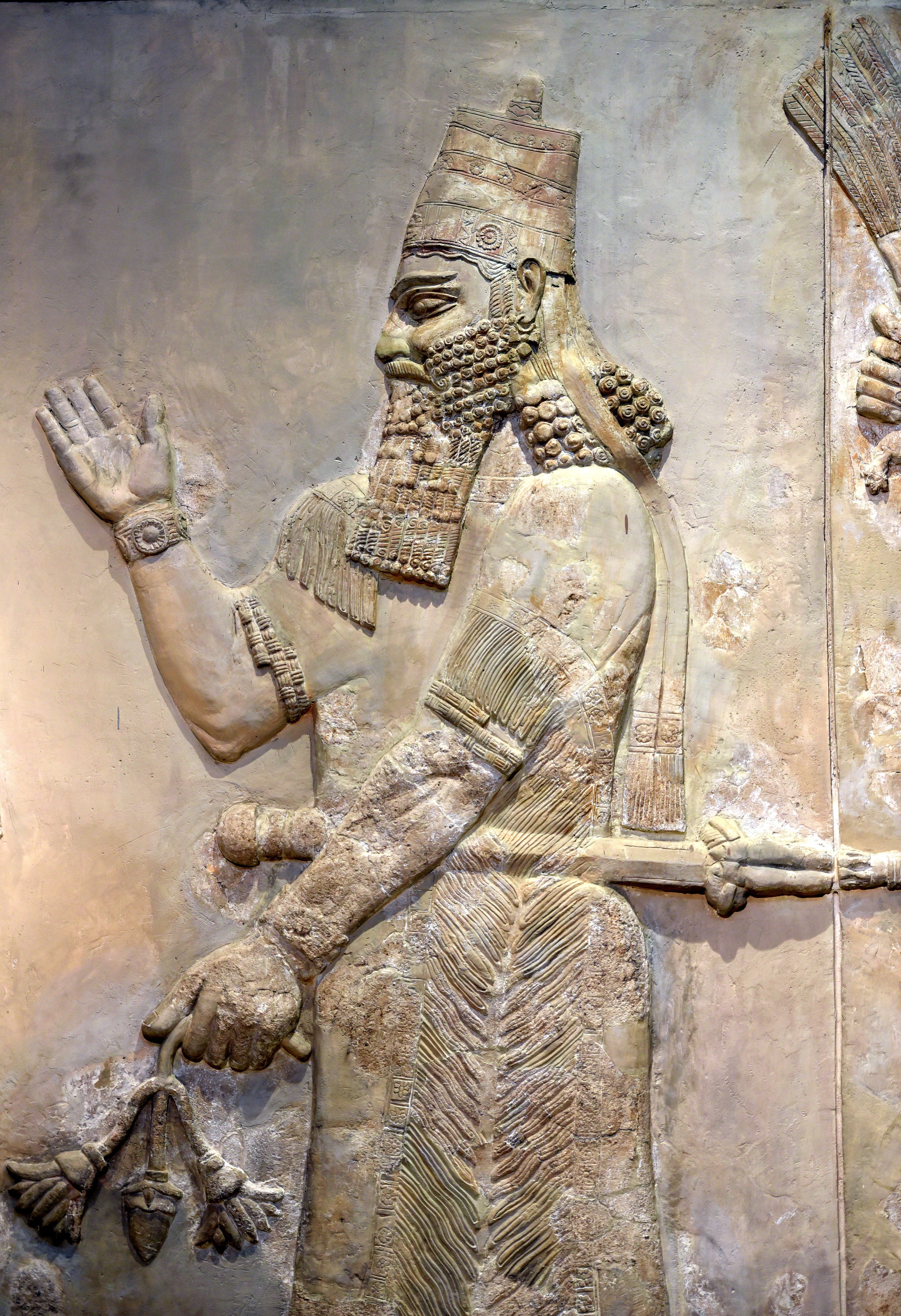
Baixo-relevo de alabastro do palácio real de Sargão II em Dur Sarruquim, representando o rei. Exibido no Museu do Iraque

Após a ascensão de Sargão II à realeza, a situação política em todo o Império Neoassírio era instável e volátil. O novo rei enfrentou inúmeras revoltas contra seu governo e também teve que terminar as campanhas militares finais inacabadas de seu predecessor Salmaneser V. Sargão II, a rápida resolução do cerco de Salmanaser de três anos a Samaria, a capital do Reino de Israel, resultou na queda do reino e na famosa perda das Dez Tribos Perdidas de Israel quando quase 30.000 israelitas foram deportados e espalhados por todo o império. Embora houvesse revoltas no coração da Assíria (conforme verificado por referências a "culpados assírios" nas inscrições de Sargão II), rebeliões maiores dirigidas a Sargão II surgiram ao longo da periferia do império. Uma revolta de vários dos reinos anteriormente independentes no Levante, como Damasco, Hamate e Arpade, foi esmagada em 720 a.C., mas uma revolta na Babilônia no sul, liderada pelo recém-proclamado rei da Babilônia Merodaque-Baladã II, derrotou com sucesso na tentativa de Sargão II de suprimi-lo, restabelecendo a Babilônia como um reino independente.
Com as revoltas mais diretamente ameaçadoras tratadas e sua posição consolidada, Sargão II embarcou em várias campanhas destinadas a expandir as fronteiras do Império Assírio. Imitando a si mesmo após seu antigo homônimo, Sargão da Acádia (de quem Sargão II provavelmente herdou o nome do trono), Sargão II sonhava em conquistar o mundo inteiro. Em 717 a.C., Sargão II conquistou o reino militarmente fraco, mas economicamente forte de Carquemis na Síria dos dias modernos, reconhecido como o sucessor do antigo Império Hitita por seus contemporâneos, e significativamente reforçou o tesouro assírio. Em 714 a.C., Sargão II fez campanha contra o vizinho do norte da Assíria, Urartu. A fim de evitar uma série de fortificações ao longo da fronteira sul de Urartu, Sargão II marchou com seu exército ao redor deles, através das montanhas na atual Quermanxá, Irã. Embora suas tropas estivessem exauridas quando os assírios chegaram ao território urartiano, um ataque quase suicida liderado apenas por Sargão II e sua guarda pessoal contra todo o exército urartiano reuniu seu exército e Urartu foi derrotado. Embora Sargão II tenha optado por não conquistar todo o reino devido ao esgotamento de seu exército, ele conquistou e saqueou a cidade mais sagrada de Urartu, Musasir.
De 713 a.C. até o final de seu reinado, Sargão II construiu uma nova cidade, Dur Sarruquim (lit.  "fortaleza de Sargão"), que pretendia servir como a nova capital assíria, embora a cidade nunca tenha sido completamente concluída, Sargão II mudou-se no palácio da cidade em 706 a.C.. Em 710 a.C., Sargão II e seu exército marcharam para reconquistar a Babilônia. Em vez de atacar o sul pelo norte, como fizera em sua tentativa fracassada uma década antes, Sargão II marchou com seu exército ao longo da margem oriental do rio Tigre e então atacou a Babilônia pelo sudeste. Merodaque-Baladã fugiu ao invés de enfrentar Sargão II, foi mais tarde derrotado e Sargão II foi formalmente inaugurado como rei da Babilônia. A campanha final de Sargão II foi contra o reino de Tabal na Anatólia, que havia abandonado o controle assírio alguns anos antes. Como em suas outras campanhas, Sargão II liderou pessoalmente suas tropas e morreu em batalha, seu corpo sendo perdido para o inimigo.

### Senaqueribe(r.705–681a.C.)

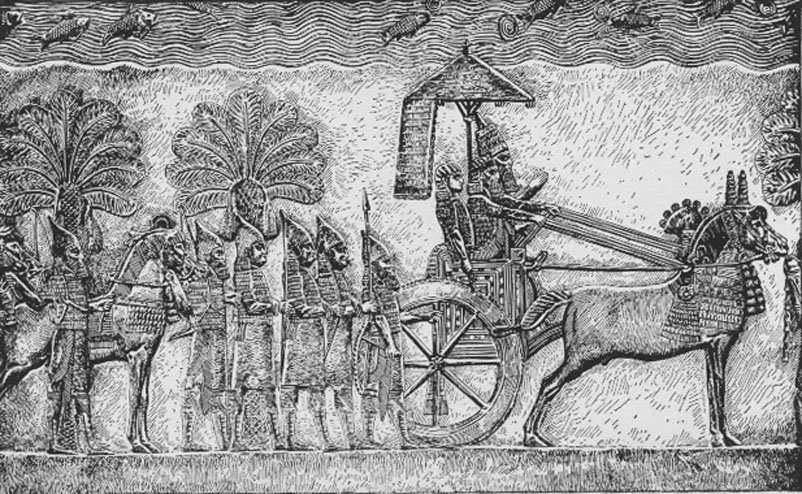
Senaqueribe durante a guerra da Babilônia, relevo de seu palácio em Nínive

Senaqueribe ascendeu ao trono após a morte de seu pai em batalha e, como a maioria dos reis assírios, passou seu reinado engajado em uma série de campanhas e projetos de construção. Senaqueribe é mais lembrado por suas campanhas contra a Babilônia e Judá. Os Jardins Suspensos da Babilônia, uma das Sete Maravilhas do Mundo Antigo, podem ter sido em Nínive como parte das obras de ampliação de Senaqueribe na cidade como a nova capital real. Senaqueribe mudou a capital para Nínive, abandonando Dur Sarruquim, devido à morte de Sargão II na batalha ser vista como um mau presságio.
A campanha militar de Senaqueribe começou em 703 a.C. com o rei em campanha contra Merodaque-Baladã II da Babilônia, o antigo rival de Sargão II, derrotando-o com sucesso. Merodaque-Baladã fugiu, a Babilônia foi tomada mais uma vez e o palácio babilônico foi saqueado, embora os cidadãos não tenham sido feridos. Um rei fantoche chamado Belibni foi colocado no trono e, durante os dois anos seguintes, a Babilônia foi deixada em paz. Em 701 a.C., Senaqueribe se mudou da Babilônia para a parte ocidental do império, onde o rei Ezequias de Judá renunciou à aliança assíria por meio do incitamento pelo Egito e Merodaque-Baladã. Vários pequenos estados da área que participaram da rebelião, Sidom e Asquelom, foram tomadas à força e uma série de outras cidades e estados, incluindo Biblos, Asdode, Amom, Moabe e Edom, então, pagou tributo sem resistência. Ecrom pediu ajuda ao Egito, mas os egípcios foram derrotados. Senaqueribe então sitiou a capital de Ezequias, Jerusalém, e deu as cidades vizinhas aos governantes vassalos assírios em Ecrom, Gaza e Asdode. Não há descrição de como o cerco terminou, mas os anais registram uma apresentação de Ezequias e uma lista de saques enviados de Jerusalém para Nínive. Ezequias permaneceu em seu trono como governante vassalo.

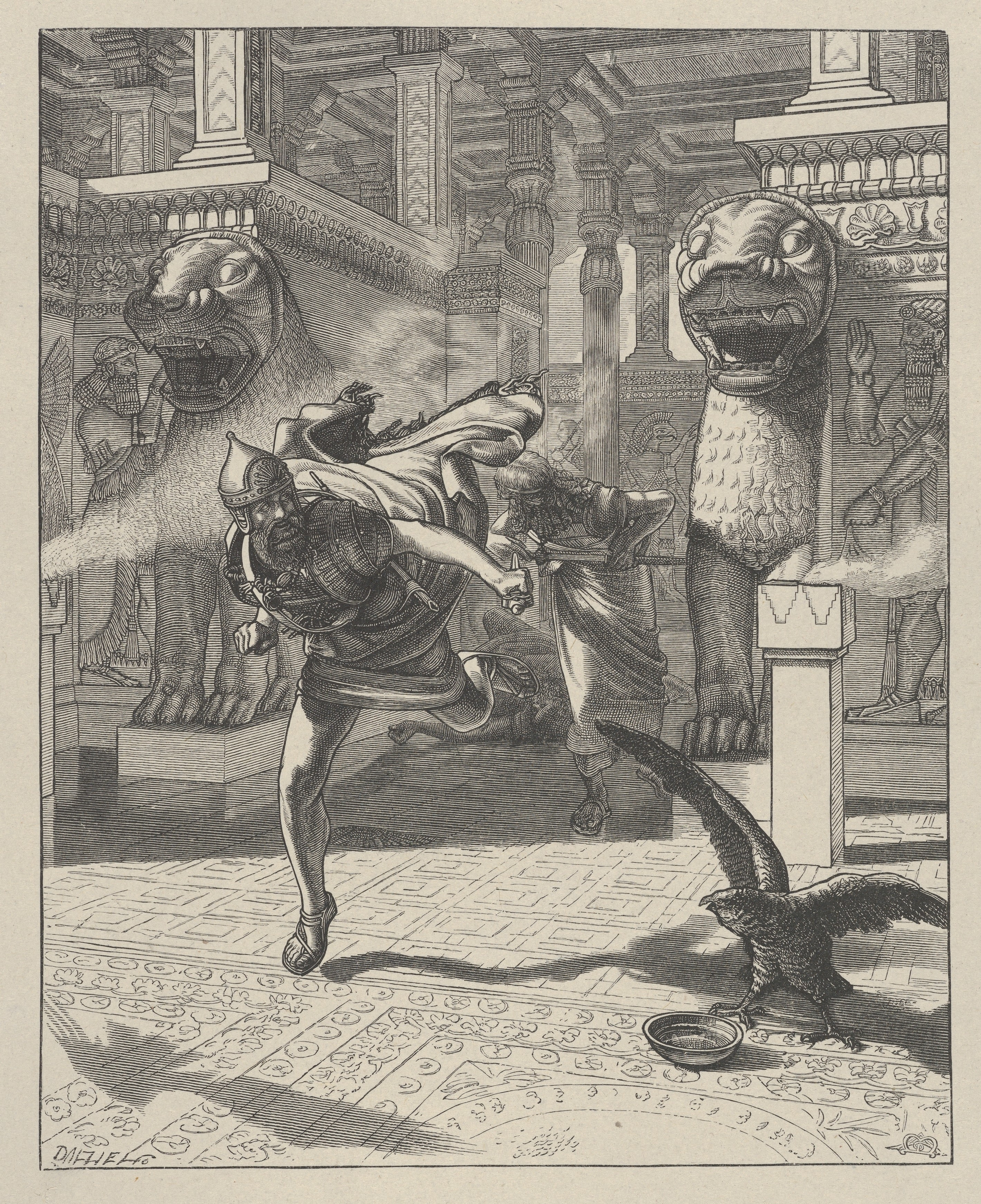
The Flight of Adrammelech, ilustração da Galeria da Bíblia de Dalziel (1881), retratando os príncipes Adrameleque e Sarezer escapando após assassinar seu pai Senaqueribe

Senaqueribe colocou seu filho mais velho e príncipe herdeiro Assurnadinsumi no trono da Babilônia em 699 a.C.. Merodaque-Baladã continuou sua rebelião com a ajuda de Elão, e em 694 a.C. Senaqueribe levou uma frota de navios fenícios rio abaixo para destruir a base elamita na costa do Golfo Pérsico, mas enquanto ele estava fazendo os elamitas capturaram Assurnadinsumi e colocaram Nergalusezibe, o filho de Merodaque-Baladã, no trono da Babilônia. Nergalusezibe foi capturado em 693 a.C. e levado para Nínive, e Senaqueribe atacou Elão novamente. O rei elamita fugiu para as montanhas e Senaqueribe saqueou seu reino, mas quando ele se retirou, os elamitas voltaram para a Babilônia e colocaram outro líder rebelde, Musezibe-Marduque, no trono da Babilônia. Babilônia finalmente caiu nas mãos dos assírios em 689 a.C. após um longo cerco, e Senaqueribe lidou com o "problema babilônico" destruindo totalmente a cidade e até mesmo o monte em que ela estava, desviando a água dos canais circundantes sobre o local.
Com Assurnadinsumi dado como morto após seu sequestro pelos elamitas, Senaqueribe acabou optando por proclamar um filho mais novo, Assaradão, como o príncipe herdeiro, em vez de Adrameleque, que era o próximo filho mais velho e havia sido príncipe herdeiro por vários anos após o desaparecimento de Assurnadinsumi. Adrameleque permaneceu popular e se tornou uma figura cada vez mais poderosa na corte real, atraindo o apoio dos aristocratas e escribas. Preocupado com isso, Senaqueribe enviou o príncipe herdeiro Assaradão para a segurança das províncias ocidentais. Adrameleque, sentindo que um ato decisivo lhe garantiria a realeza, fez "um tratado de rebelião" com co-conspiradores, incluindo outro filho de Senaqueribe, Sarezer, e mudou-se para matar seu pai. Senaqueribe foi então assassinado, apunhalado diretamente por seu filho ou morto enquanto ele orava ao ser esmagado sob a estátua de um colosso de touro alado que guardava o templo, embora o primeiro seja mais provável do que o último. Adrameleque usou a destruição de Senaqueribe da antiga cidade da Babilônia como uma justificativa para assassinar seu pai.

### Assaradão(r.681–669a.C.)

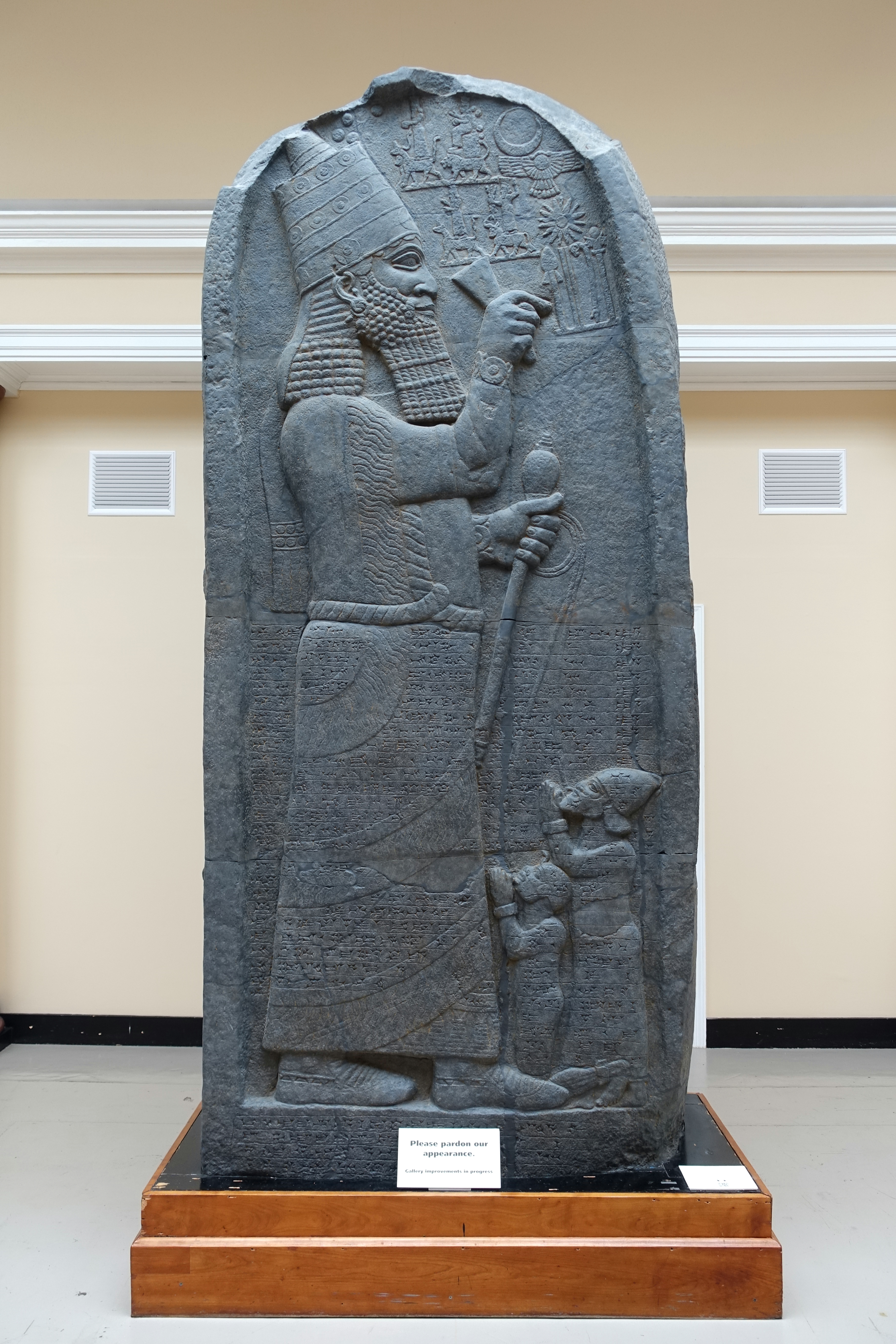
Estela de Assaradão feito de gesso no Museu Semítico de Harvard

Após o assassinato de Senaqueribe, Assaradão primeiro teve que derrotar seus irmãos Adrameleque e Sarezer em seis semanas de guerra civil. A traição deles afetou profundamente Assaradão, que permaneceria paranóico e desconfiado, especialmente de seus parentes do sexo masculino, pelo resto de seu reinado. Embora os irmãos que o traíram tenham conseguido escapar, suas famílias, associados e simpatizantes foram capturados e executados, assim como a equipe de segurança do palácio real. Para não permitir que a mesma justificativa fosse usada para substituí-lo como governante, Assaradão rapidamente se moveu para reconstruir Babilônia e emitiu uma proclamação oficial que deixou claro que tinha sido a vontade dos deuses que Babilônia fosse destruída porque a cidade havia perdido seu respeito pelos divino. A proclamação não faz menção ao pai de Assaradão, mas afirma claramente que Assaradão seria um restaurador da cidade escolhido por Deus. Assaradão reconstruiu com sucesso os portões da cidade, ameias, drenos, pátios, santuários e vários outros edifícios e estruturas. Grande cuidado foi tomado durante a reconstrução do Esagila (O grande templo da Babilônia), depositando pedras preciosas, óleos perfumados e perfumes em suas fundações. Metais preciosos foram escolhidos para cobrir as portas do templo e o pedestal que abrigaria a estátua de Marduque (a principal imagem de culto do deus da Babilônia, Marduque) foi fabricado em ouro.

Mapa do Império Neoassírio em, após as conquistas de Assaradão

Foi devido às campanhas militares de Assaradão que o Império Neoassírio atingiu sua maior extensão. Ele estabeleceu fronteiras que se estendiam da Núbia, no sudoeste, às cordilheira de Zagros, no nordeste, incluindo regiões como o Levante, o sudeste da Anatólia e toda a Mesopotâmia. A combinação de uma administração atenta do governo e as campanhas militares bem-sucedidas garantiram que o império permaneceria estável durante seu reinado como rei e permitiu avanços na arte, astronomia, arquitetura, matemática, medicina e literatura. Talvez sua maior conquista tenha sido o Egito, o que aumentou dramaticamente o tamanho de seu império. Depois de ter sido derrotado em uma primeira tentativa fracassada de conquistar o país em 673 a.C., os exércitos de Assaradão derrotaram o faraó Taraca em 671 a.C., após o que ele capturou a família do faraó, incluindo seu filho e esposa, e a maior parte da corte real, que foi enviada de volta à Assíria como reféns. Governadores leais ao rei assírio foram então colocados no comando dos territórios conquistados ao longo do Nilo.
Não desejando repetir a sangrenta transição de poder que havia iniciado seu próprio reinado, Assaradão tomou medidas para garantir que a sucessão após sua própria morte fosse pacífica. Ele designou seu filho mais velho vivo, Samassumuquim, como seu herdeiro na Babilônia e seu filho favorito, mas mais jovem, Assurbanípal como herdeiro do trono assírio. Embora o raciocínio por trás disso seja desconhecido, é possível que a mãe de Samassumuquim fosse uma mulher babilônica, o que tornaria sua elegibilidade ao trono assírio questionável. A mãe de Assaradão, Naquia emitiu um tratado ordenando que a corte real e as várias províncias do império aceitassem o filho de Assaradão, Assurbanípal, como rei, e o próprio Assaradão celebrou tratados com poderes rivais, como os medos e os persas, que os viram se submeterem como vassalos a Assurbanipal antecipadamente. Após a morte de Assaradão no final de 669 a.C., Assurbanípal e Samassumuquim ascenderam aos seus tronos pacificamente, provando que seus planos de sucessão foram um sucesso.

### Assurbanípal(r.669–631a.C.)

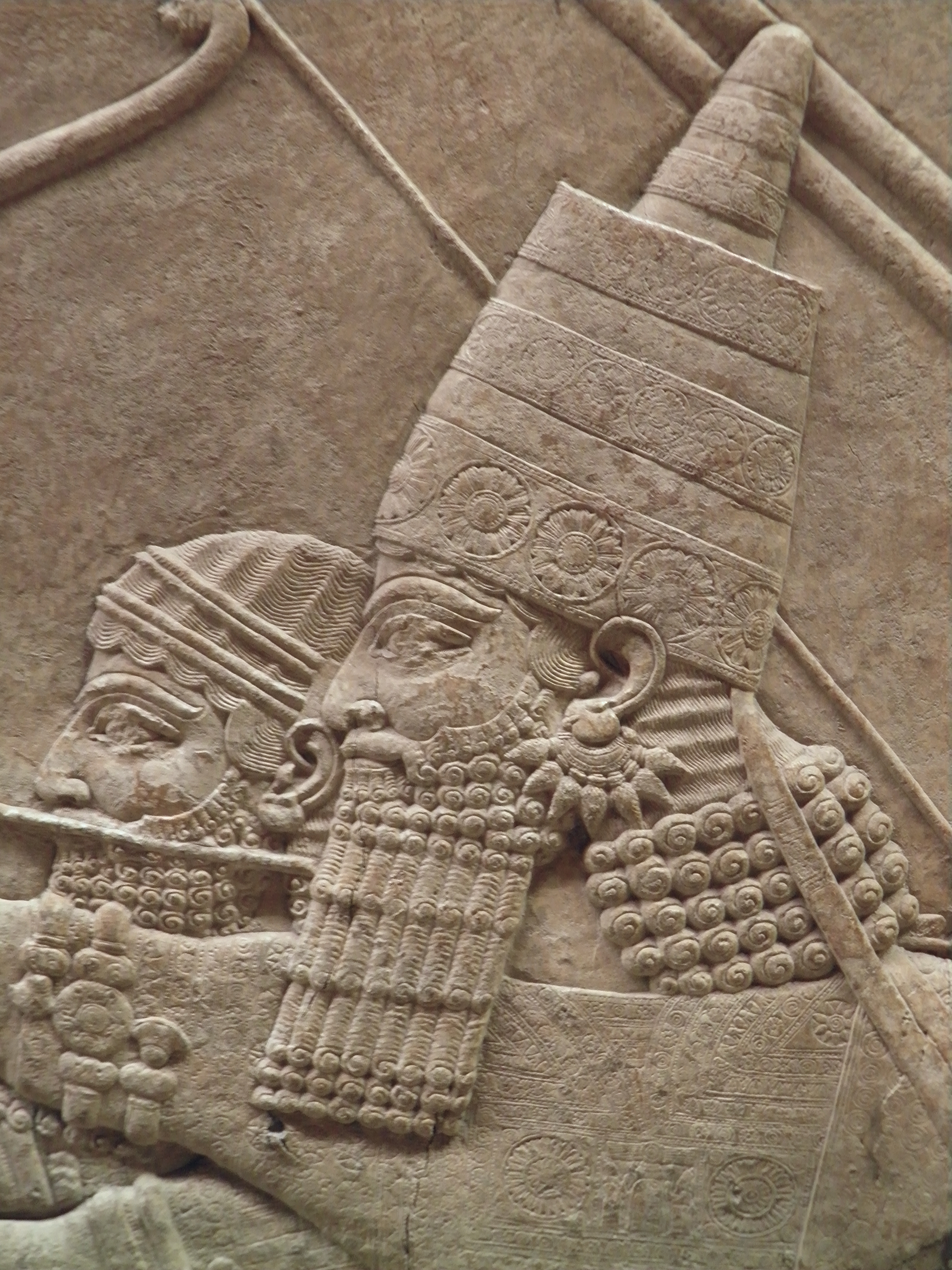
Assurbanípal, close-up da Caça ao Leão de Assurbanípal

Depois de ascender ao trono assírio e assistir à posse de seu irmão Samassumuquim  como o rei da Babilônia, Assurbanípal teve que lidar imediatamente com o Egito, que se rebelou contra o domínio assírio pouco antes da morte de Assaradão. A rebelião, liderada pelo mesmo faraó Taraca que Assaradão derrotou em 671 a.C., só foi interrompida depois que Assurbanípal invadiu o Egito por volta de 667 a.C., marchando com seu exército até o sul de Tebas, saqueando várias cidades em seu caminho e finalmente derrotando a revolta e nomeando Neco I, o ex-rei de Saís, como governante vassalo egípcio. Em 665 a.C., Assurbanípal foi forçado a guerrear no Egito novamente, desta vez quando o país foi invadido pelo sucessor designado de Taraca, Tanutamon. Embora o Egito ficasse alinhado com a Assíria pelo resto da existência da Assíria, o controle direto lentamente se esvaiu durante o reinado de Assurbanípal e, na época de sua morte, o Egito seria um reino totalmente independente mais uma vez, sem a necessidade de outra revolta.
Durante os anos que se seguiram à sua campanha egípcia, Assurbanípal se manteve ocupado em outro lugar. Talvez a mais famosa de suas muitas campanhas militares foram suas duas guerras contra Elão, que há muito eram um espinho para a Assíria. Embora ele tivesse derrotado Elão com sucesso em sua primeira campanha em 653 a.C., os elamitas se levantaram contra a Assíria novamente em 647 a.C. O segundo ataque de Elão foi punido severamente por Assurbanípal, que invadiu o país em 647-646 a.C., uma campanha que viu o saque brutal e arrasamento de várias cidades elamitas, incluindo a capital Susã. A campanha foi completa; estátuas de deuses elamitas foram destruídas, túmulos reais foram profanados e o solo foi semeado com sal. As inscrições de Assurbanípal sugerem que ele pretendia eliminar os elamitas como um grupo cultural distinto.
A hostilidade vinha crescendo entre Assurbanípal e seu irmão Samassumuquim ao longo de seus reinados, provavelmente principalmente porque Assurbanípal exerceu controle significativo sobre as ações de Samassumuquim, apesar de Assaradão possivelmente ter pretendido que os dois fossem iguais. Quando Samassumuquim declarou abertamente guerra a seu irmão em 652 a.C., grande parte do sul da Mesopotâmia o seguiu em sua rebelião. Embora Samassumuquim parecesse inicialmente ter a vantagem, conseguindo muitos aliados, sua derrota iminente foi aparente por volta de 650 a.C., quando Babilônia e muitas outras cidades proeminentes do sul foram sitiadas por Assurbanípal. Quando a Babilônia caiu nas mãos das tropas de Assurbanípal em 648 a.C., tradicionalmente acredita-se que Samassumuquim cometeu suicídio ateando fogo a si mesmo no palácio, mas os textos contemporâneos apenas dizem que ele "encontrou uma morte cruel" e que os deuses "o lançaram no fogo e destruíram sua vida". Além do suicídio por autoimolação ou outros meios, é possível que ele tenha sido executado, tenha morrido acidentalmente ou tenha sido morto de alguma outra forma.
O fim do reinado de Assurbanípal e o início do reinado de seu filho e sucessor, Assuretililani, estão envoltos em mistério por causa da falta de fontes disponíveis, mas parece que Assurbanípal morreu de morte natural em 631 a.C. Embora suas atividades militares fossem impressionantes, Assurbanípal é hoje lembrado principalmente por causa da Biblioteca de Assurbanípal, a primeira biblioteca sistematicamente organizada do mundo. A biblioteca, composta por mais de 30.000 tabuletas de argila contendo histórias, poemas, textos científicos e outros escritos, foi considerada pelo próprio Assurbanípal como sua maior realização. Quando a Assíria caiu duas décadas após a morte de Assurbanípal, a biblioteca foi enterrada sob as ruínas de Nínive, onde muitas tábuas sobreviveram intactas, sendo esta a principal razão pela qual muitos textos antigos da Mesopotâmia sobrevivem até hoje.

### Últimos reis da Assíria(631–609a.C.)

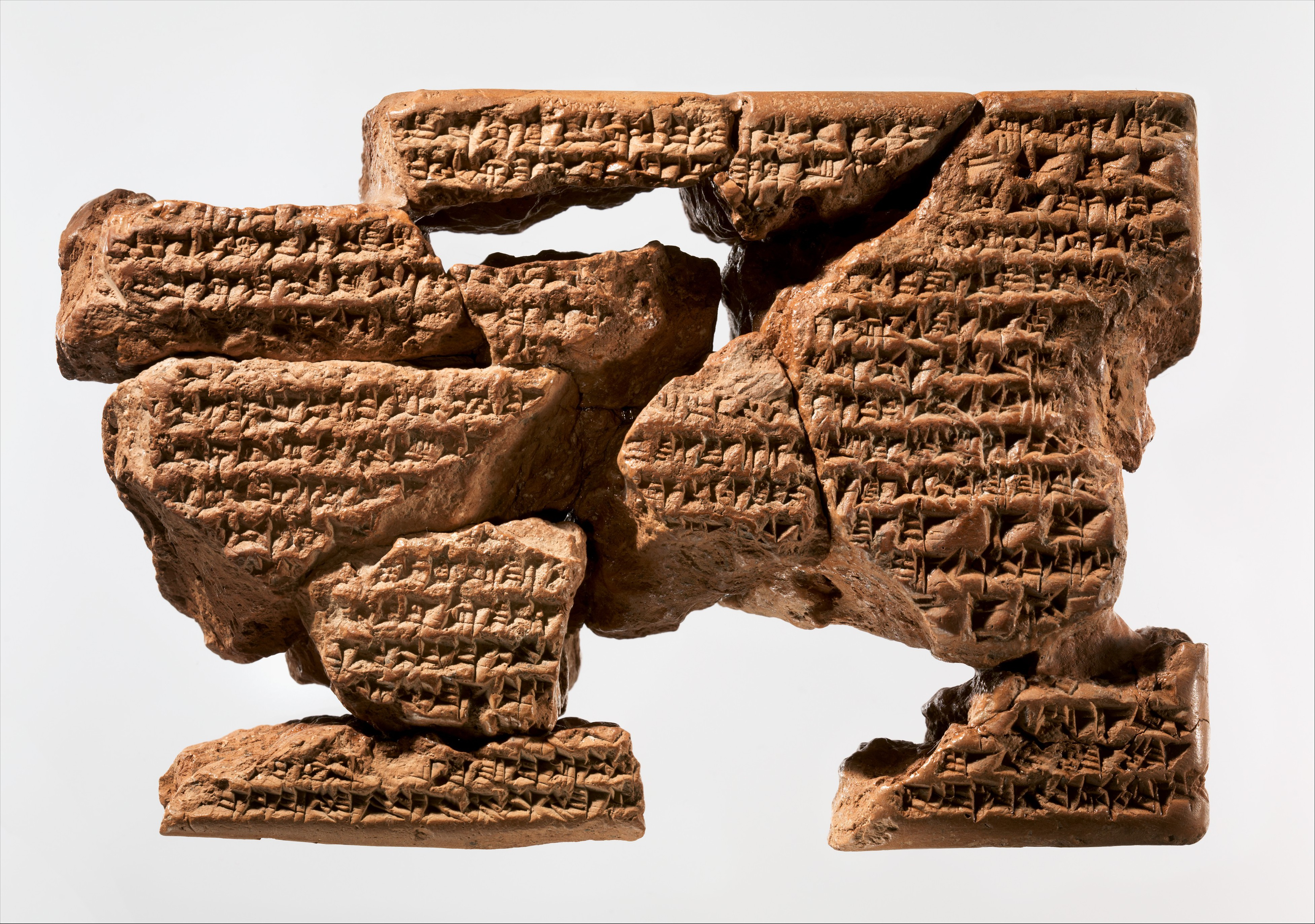
Carta escrita por Sinsariscum a Nabopolassar da Babilônia, na qual ele o reconhece como rei da Babilônia e implora para ser autorizado a reter seu reino. Agora no Museu Metropolitano de Arte. A autenticidade da carta é uma questão de debate.

O breve reinado de Assuretililani (r. 631–627 a.C.) encontrou inicialmente oposição, como aconteceu com a maioria das sucessões na Assíria. Embora a capital tenha experimentado um breve período de agitação e violência, aqueles que conspiraram contra Assuretililani foram rapidamente derrotados por seu rab ša rēši (lit.  "grande eunuco chefe"), Sinsumulisir. Embora poucas fontes permaneçam do reinado de Assuretililani, Candalanu continuou a servir como rei vassalo na Babilônia e parece que Assuretililani exerceu o mesmo controle de seu pai. É possível que ele fosse considerado um governante fraco; os palácios que ele construiu eram incomumente pequenos para os padrões assírios e não há registro de que ele tenha participado de uma campanha militar ou de uma viagem de caça, atividades que eram comuns para os reis assírios e consolidaram sua posição como reis guerreiros.
O irmão de Assuretililani, Sinsariscum, tornou-se rei em 627 a.C.. Embora a ideia comum seja que Sinsariscum lutou com seu irmão e eventualmente o depôs, não há evidências que sugiram que a sucessão foi violenta ou que a morte de Assuretililani não foi natural. A ascensão de um novo rei pode ter colocado em perigo a posição do general Sinsumulisir na corte e o velho general de Assuretililani se rebelou, assumindo o controle do norte da Babilônia por três meses antes de ser derrotado. A instabilidade causada por esta breve guerra civil pode ter sido o que permitiu que outro general ou oficial, Nabopolassar, se revoltasse em 626 a.C..
Sinsariscum falhou em lidar de forma eficiente com a revolta de Nabopolassar, que levou à fundação do Império Neobabilônico. Este novo império aliado ao Império Medo a leste e a guerra medo-babilônica seguinte contra o Império Assírio teria efeitos catastróficos para a Assíria. Em 614 a.C., os medos saquearam e arrasaram a cidade de Assur, uma das capitais anteriores da Assíria e ainda seu coração religioso e, de junho a agosto de 612 a.C., os medos e babilônios sitiaram Nínive. As paredes foram violadas em agosto, levando a um longo e brutal saque, durante o qual Sinsariscum foi morto. O sucessor de Sinsariscum (possivelmente seu filho) Assurubalite II, reuniu o que restava do exército assírio na cidade Harã, onde seria derrotado pelos medos e babilônios em 609 a.C., encerrando a antiga monarquia assíria. Assurubalite provavelmente morreu em algum momento durante os anos seguintes, c. 608–606 a.C..
Embora a Assíria tenha caído durante o governo da dinastia sargônida, os reis sargônidas também governaram o país durante o ápice de seu poder. Os três sucessores imediatos de Sargão II; Senaqueribe, Assaradão e Assurbanípal são geralmente considerados três dos maiores reis assírios. O termo "sargônidas" às vezes é usado apenas para esses três monarcas.

## Política

### Iconografia real

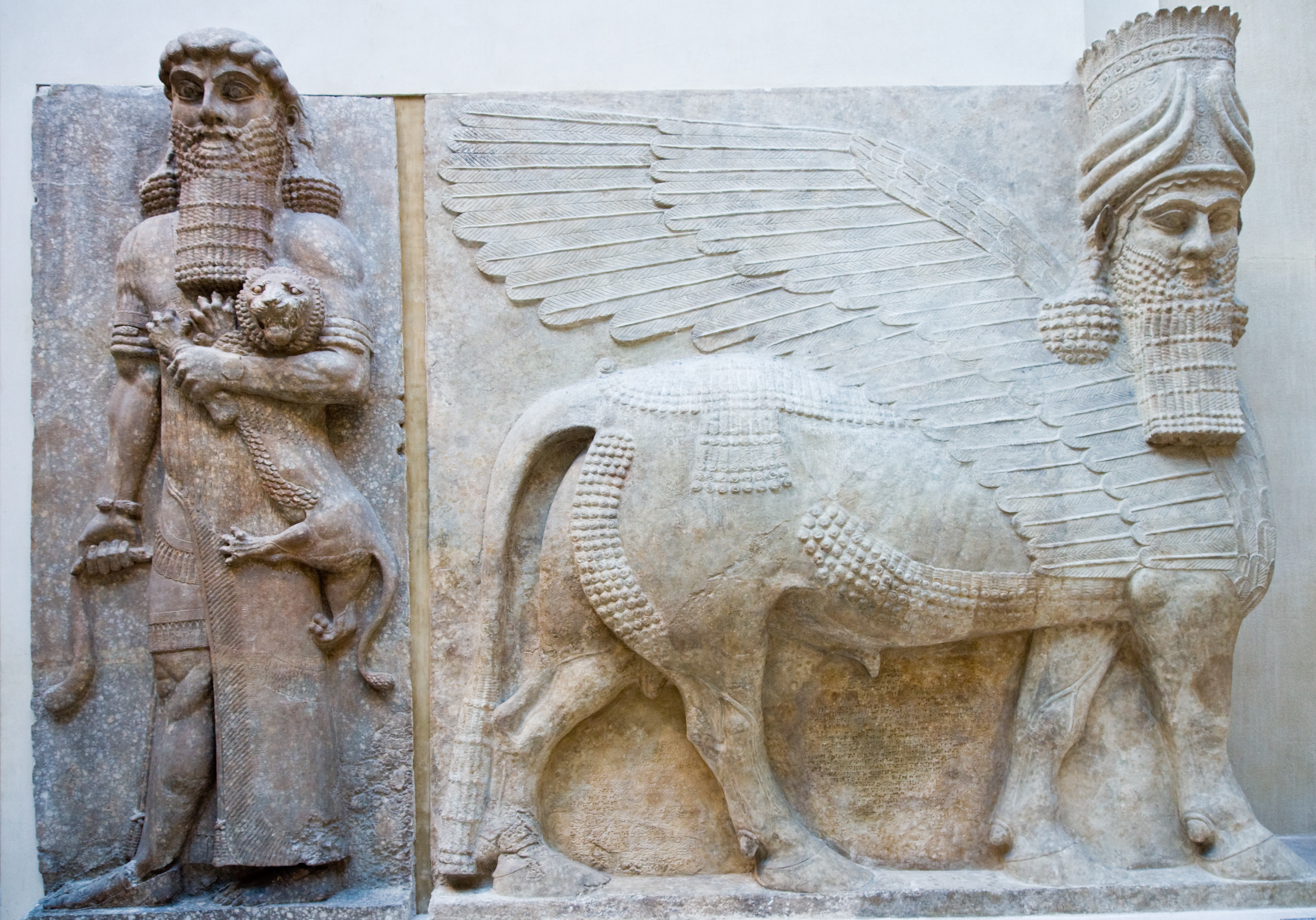
Parte do monumental emblema real sargônida de Dur Sarruquim, consistindo em um herói segurando um leão, flanqueado por dois lamassu (apenas um exibido aqui). Exibido no Louvre

A iconografia real, símbolos associados à monarquia assíria, no período sargônida, seguiu principalmente as tendências estabelecidas durante os quase dois milênios anteriores da monarquia assíria. Nos muitos relevos de Assurbanípal, um símbolo recorrente representado como embelezado em suas roupas é uma árvore estilizada (muitas vezes chamada de "árvore da vida" ou "árvore sagrada") sob um disco solar e ladeada por uma figura real. Embora o significado exato da árvore não seja conhecido, provavelmente se relaciona com o divino e tem sido um símbolo associado à monarquia desde a época de Assurnasirpal II, dois séculos antes, quando foi incorporada às decorações do palácio real em Ninrude. Sua presença nas roupas de Assurbanípal sugere que os deuses estavam diretamente ligados ao rei, que assim representava o centro do reino assírio.
O período sargônida viu a criação de um emblema real assírio definitivo, representado em forma monumental nas paredes externas do palácio das salas do trono dos três primeiros reis sargônidas. Este emblema consistia em um herói segurando um leão, flanqueado em ambos os lados por lamassu (touros com cabeça humana alada) com suas cabeças viradas para a frente. Embora o emblema não seja atestado nas obras de Assurbanípal, sua iconografia ainda aparece de alguma forma com representações frequentes de lamassu e leões junto com o rei assírio (um "herói").

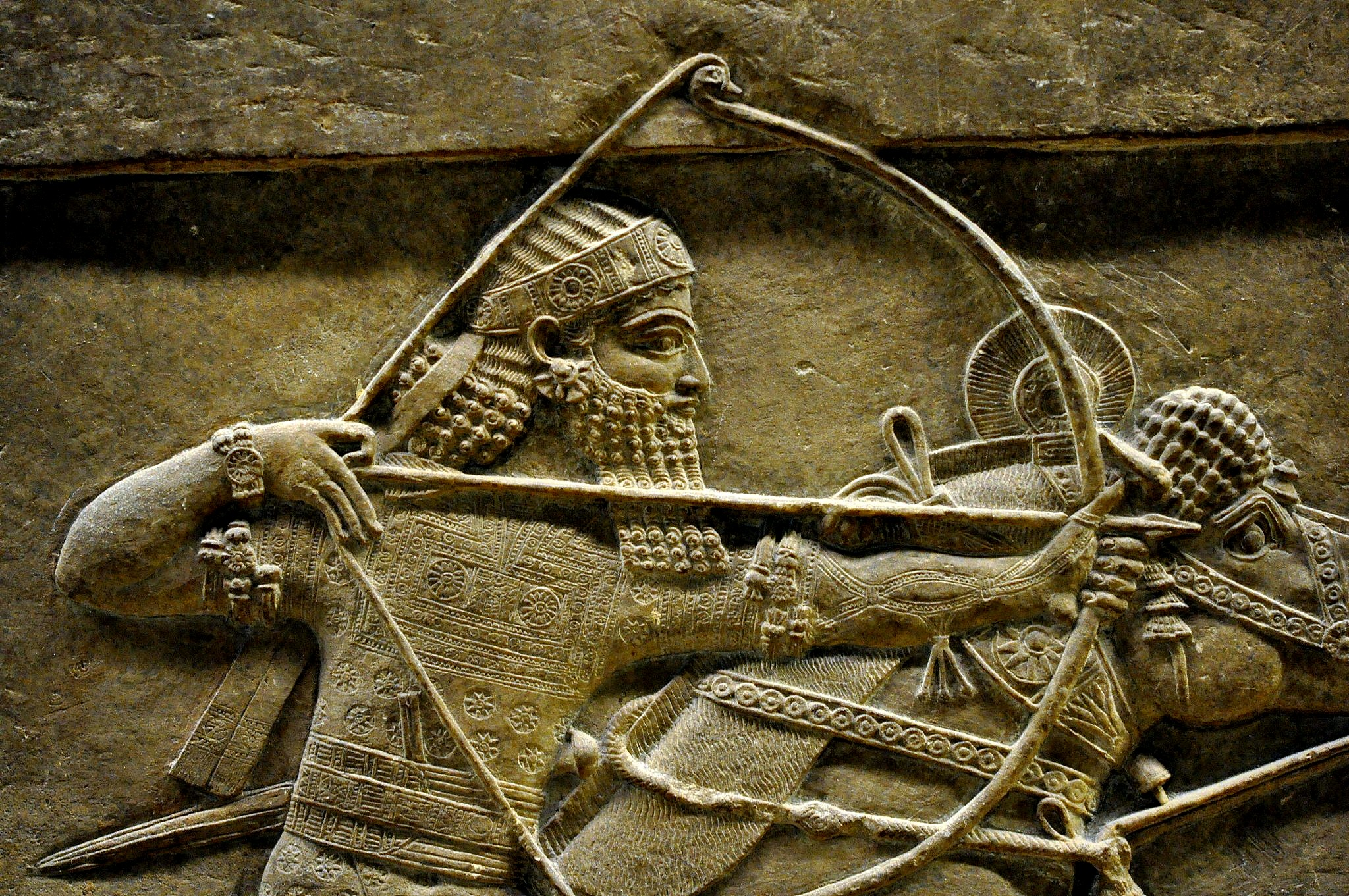
Assurbanípal conforme descrito na Caça ao Leão de Assurbanípal. Ele é representado a cavalo com seu novo design de "coroa aberta".

Um novo elemento de desenho nos relevos de Assurbanípal era um novo desenho aberto para a coroa real assíria. Embora Assurbanípal seja frequentemente retratado com a tradicional coroa alta e vagamente em forma de balde, especialmente quando retratado em carruagens, o novo design aparece em representações de eventos informais, como caças a leões ou cenas de relaxamento. O desenho, representado como uma faixa larga com uma longa ponta de pano pendurada nas costas, pode ter servido como uma alternativa mais prática durante essas ocasiões informais.

### Mulheres da realeza

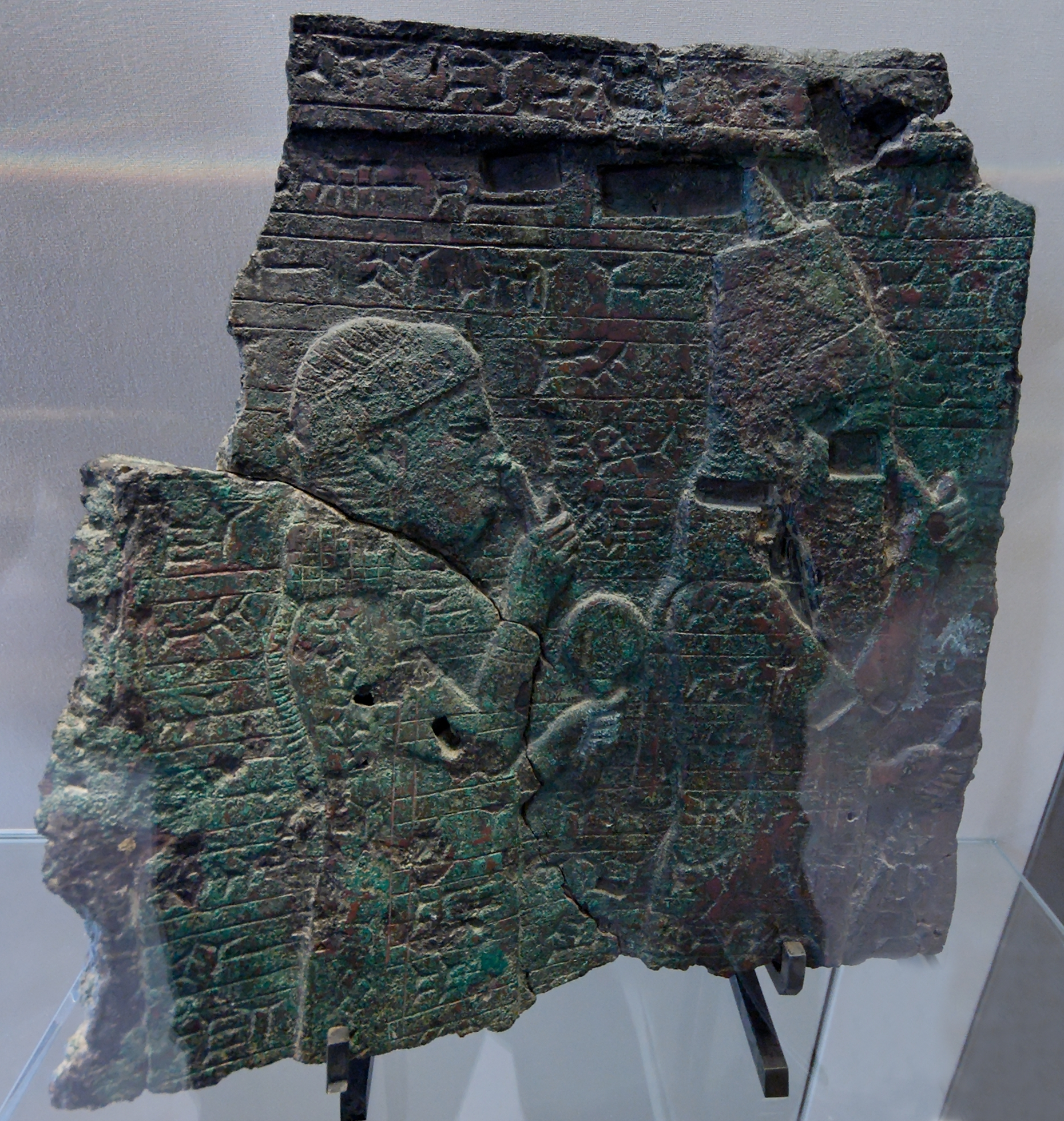
Relevo no Louvre representando Assaradão (à direita) e sua mãe Naquia (à esquerda)

O termo usado para designar a rainha no Império Neoassírio era issi ekalli (ou em sua forma abreviada, sēgallu), que significa literalmente "mulher do palácio". A forma feminina do título de rei (šar ou šarru) era šarratu, mas não era usada para a consorte do rei e só era aplicada a deusas e rainhas que detinham o poder exclusivo em países estrangeiros. Como tal, isso não indica que a rainha assíria teria ocupado uma posição inferior em relação às rainhas que eram consortes de reis estrangeiros. Embora se saiba que reis assírios tiveram várias esposas, as inscrições sobreviventes sugerem que havia apenas uma mulher com o título de rainha em um dado momento, já que os documentos contemporâneos usam o termo sem outras especificações. 
Os reis frequentemente demonstravam grande apreço público por suas rainhas. Como exemplo, Senaqueribe discute a construção de uma suíte para sua esposa e rainha Tasmetu-Sarrate em seu novo palácio em Nínive em suas inscrições:
E para a rainha Tasmetu-Sarrate, minha amada esposa, cujas feições Beletili tornaram mais belas do que todas as outras mulheres, eu construí um palácio de amor, alegria e prazer. […] Pela ordem de Assur, pai dos deuses, e da rainha celestial Istar, possamos ambos viver muito com saúde e felicidade neste palácio e desfrutar do bem-estar ao máximo!
A segunda esposa de Senaqueribe, Naquia, mãe de Assaradão, manteve uma posição de destaque sob Assaradão e até mesmo sob Assurbanípal, seu neto. Ela é atestada no reinado de Assurbanípal em 663 a.C. com o título de "mãe do rei", apesar de não ser mais a mãe do rei reinante. É provável que Naquia tenha residido na maioria das principais cidades assírias e era provavelmente extremamente rica em seu papel como rainha-mãe, possivelmente mais rica do que as rainhas de Assaradão e Assurbanípal. Sua influência aumentou após a coroação de Assaradão e há registros de que ela construiu um palácio para ele em Nínive.
A rainha não era necessariamente a mãe do rei sucessor. A rainha de Sargão II, Atalia, não era a mãe de seu sucessor Senaqueribe e a primeira esposa de Senaqueribe (é incerto se Naquia detinha o título de rainha) Tasmetu-Sarrate não era a mãe de seu sucessor Assaradão. Embora todos os membros femininos da família real derivassem seu poder do rei (assim como todos os membros masculinos da família), eles não eram peões sem poder político. Eles tinham uma palavra a dizer em seus próprios assuntos financeiros e tinham muitas funções, muitas vezes em altos escalões do governo, além de produzir um herdeiro. O reinado de Assaradão, em particular, foi visto como uma época em que as mulheres reais foram autorizadas a exercer grande poder político, possivelmente por causa da desconfiança de Assaradão em seus parentes do sexo masculino depois que seus irmãos assassinaram seu pai e travaram uma guerra civil na tentativa de usurpar o trono dele.

### O problema da Babilônia
Na época dos reis sargônidas, a Babilônia, a parte meridional de seu império, havia sido incorporada ao Império Assírio há relativamente pouco tempo. Embora um vassalo assírio por curtos períodos ao longo de alguns séculos, o reino foi governado por reis babilônios nativos até sua conquista e anexação por Tiglate-Pileser III, menos de um século antes. A anexação da Babilônia resultou no que foi denominado pelos historiadores como o "problema da Babilônia", as frequentes revoltas da Babilônia com o objetivo de livrar-se do jugo da Assíria e restabelecer sua independência. A bem-sucedida revolta de Nabopolassar em 626 a.C., que acabou condenando a Assíria, foi simplesmente a última de uma longa série de levantes babilônios.
Os reis sargônidas tentaram muitas soluções diferentes para o problema da Babilônia. Senaqueribe, frustrado pelas repetidas aspirações de independência da Babilônia, destruiu a cidade em 689 a.C. e carregou a religiosamente importante estátua de Marduque para a Assíria. A cidade foi então reconstruída por Assaradão em 670 a.C., provavelmente em um movimento que o rei esperava que mostrasse os benefícios do contínuo domínio assírio sobre a região e que ele deveria governar a Babilônia com o mesmo cuidado e generosidade de um rei babilônico nativo.

## Árvore genealógica
Segue Radner (2013), salvo indicação em contrário. Reis indicados em negrito, mulheres indicadas em itálico.
|  |  |             |             |             |             |                                              |                                              |                                              |                                              |                                              |                                              |                                             |                                             |                                             |                                             |                   |                   |                   |                   |                                  |                                  |                                  |                                  |                                  |                                  |                                           |                                           |                                           |                                           |                                           |                                           |                                |                                |                                 |                                 |                                 |                                 |                                 |                                 |                                |                                |                                |                                |               |               |                          |                          |                          |                          |                             |                             |                             |                             |                             |                             |                   |                   |                   |                   |                |                |                              |                              |                              |                              |                              |                              |         |         |                        |                        |                        |                        |                        |                        |        |        |              |              |              |              |              |              |  |  |                          |                          |                          |                          |                          |                          |  |  |
|  |  |             |             |             |             |                                              |                                              |                                              |                                              |                                              |                                              |                                             |                                             |                                             |                                             |                   |                   |                   |                   |                                  |                                  |                                  |                                  |                                  |                                  |                                           |                                           |                                           |                                           |                                           |                                           |                                |                                |                                 |                                 |                                 |                                 |                                 |                                 |                                |                                |                                |                                |               |               |                          |                          |                          |                          |                             |                             |                             |                             |                             |                             |                   |                   |                   |                   |                |                |                              |                              |                              |                              |                              |                              |         |         |                        |                        |                        |                        |                        |                        |        |        |              |              |              |              |              |              |  |  |                          |                          |                          |                          |                          |                          |  |  |
|  |  |             |             |             |             |                                              |                                              |                                              |                                              |                                              |                                              |                                             |                                             |                                             |                                             |                   |                   |                   |                   |                                  |                                  |                                  |                                  |                                  |                                  |                                           |                                           |                                           |                                           |                                           |                                           |                                |                                | Raima e Atalia (e outra esposa) | Raima e Atalia (e outra esposa) | Raima e Atalia (e outra esposa) | Raima e Atalia (e outra esposa) | Raima e Atalia (e outra esposa) | Raima e Atalia (e outra esposa) |                                |                                |                                |                                |               |               | Sargão II (722 705 a.C.) | Sargão II (722 705 a.C.) | Sargão II (722 705 a.C.) | Sargão II (722 705 a.C.) | Sargão II (722 705 a.C.)    | Sargão II (722 705 a.C.)    |                             |                             | Sinausur                    | Sinausur                    | Sinausur          | Sinausur          | Sinausur          | Sinausur          |                |                |                              |                              |                              |                              |                              |                              |         |         |                        |                        |                        |                        |                        |                        |        |        |              |              |              |              |              |              |  |  |                          |                          |                          |                          |                          |                          |  |  |
|  |  |             |             |             |             |                                              |                                              |                                              |                                              |                                              |                                              |                                             |                                             |                                             |                                             |                   |                   |                   |                   |                                  |                                  |                                  |                                  |                                  |                                  |                                           |                                           |                                           |                                           |                                           |                                           |                                |                                | Raima e Atalia (e outra esposa) | Raima e Atalia (e outra esposa) | Raima e Atalia (e outra esposa) | Raima e Atalia (e outra esposa) | Raima e Atalia (e outra esposa) | Raima e Atalia (e outra esposa) |                                |                                |                                |                                |               |               | Sargão II (722 705 a.C.) | Sargão II (722 705 a.C.) | Sargão II (722 705 a.C.) | Sargão II (722 705 a.C.) | Sargão II (722 705 a.C.)    | Sargão II (722 705 a.C.)    |                             |                             | Sinausur                    | Sinausur                    | Sinausur          | Sinausur          | Sinausur          | Sinausur          |                |                |                              |                              |                              |                              |                              |                              |         |         |                        |                        |                        |                        |                        |                        |        |        |              |              |              |              |              |              |  |  |                          |                          |                          |                          |                          |                          |  |  |
|  |  |             |             |             |             |                                              |                                              |                                              |                                              |                                              |                                              |                                             |                                             |                                             |                                             |                   |                   |                   |                   |                                  |                                  |                                  |                                  |                                  |                                  |                                           |                                           |                                           |                                           |                                           |                                           |                                |                                |                                 |                                 |                                 |                                 |                                 |                                 |                                |                                |                                |                                |               |               |                          |                          |                          |                          |                             |                             |                             |                             |                             |                             |                   |                   |                   |                   |                |                |                              |                              |                              |                              |                              |                              |         |         |                        |                        |                        |                        |                        |                        |        |        |              |              |              |              |              |              |  |  |                          |                          |                          |                          |                          |                          |  |  |
|  |  |             |             |             |             |                                              |                                              |                                              |                                              |                                              |                                              |                                             |                                             |                                             |                                             |                   |                   |                   |                   |                                  |                                  |                                  |                                  |                                  |                                  |                                           |                                           |                                           |                                           |                                           |                                           |                                |                                |                                 |                                 |                                 |                                 |                                 |                                 |                                |                                |                                |                                |               |               |                          |                          |                          |                          |                             |                             |                             |                             |                             |                             |                   |                   |                   |                   |                |                |                              |                              |                              |                              |                              |                              |         |         |                        |                        |                        |                        |                        |                        |        |        |              |              |              |              |              |              |  |  |                          |                          |                          |                          |                          |                          |  |  |
|  |  |             |             |             |             |                                              |                                              |                                              |                                              | Filho                                        | Filho                                        | Filho                                       | Filho                                       | Filho                                       | Filho                                       |                   |                   | Filho             | Filho             | Filho                            | Filho                            | Filho                            | Filho                            |                                  |                                  | Tasmetu-Sarrate e Naquia (e outra esposa) | Tasmetu-Sarrate e Naquia (e outra esposa) | Tasmetu-Sarrate e Naquia (e outra esposa) | Tasmetu-Sarrate e Naquia (e outra esposa) | Tasmetu-Sarrate e Naquia (e outra esposa) | Tasmetu-Sarrate e Naquia (e outra esposa) |                                |                                |                                 |                                 |                                 |                                 | Senaqueribe (r. 705–681 a.C.)   | Senaqueribe (r. 705–681 a.C.)   | Senaqueribe (r. 705–681 a.C.)  | Senaqueribe (r. 705–681 a.C.)  | Senaqueribe (r. 705–681 a.C.)  | Senaqueribe (r. 705–681 a.C.)  |               |               | Filho                    | Filho                    | Filho                    | Filho                    | Filho                       | Filho                       |                             |                             | Filho                       | Filho                       | Filho             | Filho             | Filho             | Filho             |                |                | Aatabisa                     | Aatabisa                     | Aatabisa                     | Aatabisa                     | Aatabisa                     | Aatabisa                     |         |         | Ambáris (Rei de Tabal) | Ambáris (Rei de Tabal) | Ambáris (Rei de Tabal) | Ambáris (Rei de Tabal) | Ambáris (Rei de Tabal) | Ambáris (Rei de Tabal) |        |        |              |              |              |              |              |              |  |  |                          |                          |                          |                          |                          |                          |  |  |
|  |  |             |             |             |             |                                              |                                              |                                              |                                              | Filho                                        | Filho                                        | Filho                                       | Filho                                       | Filho                                       | Filho                                       |                   |                   | Filho             | Filho             | Filho                            | Filho                            | Filho                            | Filho                            |                                  |                                  | Tasmetu-Sarrate e Naquia (e outra esposa) | Tasmetu-Sarrate e Naquia (e outra esposa) | Tasmetu-Sarrate e Naquia (e outra esposa) | Tasmetu-Sarrate e Naquia (e outra esposa) | Tasmetu-Sarrate e Naquia (e outra esposa) | Tasmetu-Sarrate e Naquia (e outra esposa) |                                |                                |                                 |                                 |                                 |                                 | Senaqueribe (r. 705–681 a.C.)   | Senaqueribe (r. 705–681 a.C.)   | Senaqueribe (r. 705–681 a.C.)  | Senaqueribe (r. 705–681 a.C.)  | Senaqueribe (r. 705–681 a.C.)  | Senaqueribe (r. 705–681 a.C.)  |               |               | Filho                    | Filho                    | Filho                    | Filho                    | Filho                       | Filho                       |                             |                             | Filho                       | Filho                       | Filho             | Filho             | Filho             | Filho             |                |                | Aatabisa                     | Aatabisa                     | Aatabisa                     | Aatabisa                     | Aatabisa                     | Aatabisa                     |         |         | Ambáris (Rei de Tabal) | Ambáris (Rei de Tabal) | Ambáris (Rei de Tabal) | Ambáris (Rei de Tabal) | Ambáris (Rei de Tabal) | Ambáris (Rei de Tabal) |        |        |              |              |              |              |              |              |  |  |                          |                          |                          |                          |                          |                          |  |  |
|  |  |             |             |             |             |                                              |                                              |                                              |                                              |                                              |                                              |                                             |                                             |                                             |                                             |                   |                   |                   |                   |                                  |                                  |                                  |                                  |                                  |                                  |                                           |                                           |                                           |                                           |                                           |                                           |                                |                                |                                 |                                 |                                 |                                 |                                 |                                 |                                |                                |                                |                                |               |               |                          |                          |                          |                          |                             |                             |                             |                             |                             |                             |                   |                   |                   |                   |                |                |                              |                              |                              |                              |                              |                              |         |         |                        |                        |                        |                        |                        |                        |        |        |              |              |              |              |              |              |  |  |                          |                          |                          |                          |                          |                          |  |  |
|  |  |             |             |             |             |                                              |                                              |                                              |                                              |                                              |                                              |                                             |                                             |                                             |                                             |                   |                   |                   |                   |                                  |                                  |                                  |                                  |                                  |                                  |                                           |                                           |                                           |                                           |                                           |                                           |                                |                                |                                 |                                 |                                 |                                 |                                 |                                 |                                |                                |                                |                                |               |               |                          |                          |                          |                          |                             |                             |                             |                             |                             |                             |                   |                   |                   |                   |                |                |                              |                              |                              |                              |                              |                              |         |         |                        |                        |                        |                        |                        |                        |        |        |              |              |              |              |              |              |  |  |                          |                          |                          |                          |                          |                          |  |  |
|  |  |             |             |             |             | Assurnadinsumi (r. 700–694 a.C.) (Babilônia) | Assurnadinsumi (r. 700–694 a.C.) (Babilônia) | Assurnadinsumi (r. 700–694 a.C.) (Babilônia) | Assurnadinsumi (r. 700–694 a.C.) (Babilônia) | Assurnadinsumi (r. 700–694 a.C.) (Babilônia) | Assurnadinsumi (r. 700–694 a.C.) (Babilônia) |                                             |                                             | Assurilimubalissu                           | Assurilimubalissu                           | Assurilimubalissu | Assurilimubalissu | Assurilimubalissu | Assurilimubalissu |                                  |                                  | Adrameleque                      | Adrameleque                      | Adrameleque                      | Adrameleque                      | Adrameleque                               | Adrameleque                               |                                           |                                           | Assursumuusabsi                           | Assursumuusabsi                           | Assursumuusabsi                | Assursumuusabsi                | Assursumuusabsi                 | Assursumuusabsi                 |                                 |                                 | Esar-Hamate (e outra esposa)    | Esar-Hamate (e outra esposa)    | Esar-Hamate (e outra esposa)   | Esar-Hamate (e outra esposa)   | Esar-Hamate (e outra esposa)   | Esar-Hamate (e outra esposa)   |               |               |                          |                          |                          |                          | Assaradão (r. 681–669 a.C.) | Assaradão (r. 681–669 a.C.) | Assaradão (r. 681–669 a.C.) | Assaradão (r. 681–669 a.C.) | Assaradão (r. 681–669 a.C.) | Assaradão (r. 681–669 a.C.) |                   |                   | Nergalsumuibni    | Nergalsumuibni    | Nergalsumuibni | Nergalsumuibni | Nergalsumuibni               | Nergalsumuibni               |                              |                              | Sarezer                      | Sarezer                      | Sarezer | Sarezer | Sarezer                | Sarezer                |                        |                        | Saditu                 | Saditu                 | Saditu | Saditu | Saditu       | Saditu       |              |              |              |              |  |  |                          |                          |                          |                          |                          |                          |  |  |
|  |  |             |             |             |             | Assurnadinsumi (r. 700–694 a.C.) (Babilônia) | Assurnadinsumi (r. 700–694 a.C.) (Babilônia) | Assurnadinsumi (r. 700–694 a.C.) (Babilônia) | Assurnadinsumi (r. 700–694 a.C.) (Babilônia) | Assurnadinsumi (r. 700–694 a.C.) (Babilônia) | Assurnadinsumi (r. 700–694 a.C.) (Babilônia) |                                             |                                             | Assurilimubalissu                           | Assurilimubalissu                           | Assurilimubalissu | Assurilimubalissu | Assurilimubalissu | Assurilimubalissu |                                  |                                  | Adrameleque                      | Adrameleque                      | Adrameleque                      | Adrameleque                      | Adrameleque                               | Adrameleque                               |                                           |                                           | Assursumuusabsi                           | Assursumuusabsi                           | Assursumuusabsi                | Assursumuusabsi                | Assursumuusabsi                 | Assursumuusabsi                 |                                 |                                 | Esar-Hamate (e outra esposa)    | Esar-Hamate (e outra esposa)    | Esar-Hamate (e outra esposa)   | Esar-Hamate (e outra esposa)   | Esar-Hamate (e outra esposa)   | Esar-Hamate (e outra esposa)   |               |               |                          |                          |                          |                          | Assaradão (r. 681–669 a.C.) | Assaradão (r. 681–669 a.C.) | Assaradão (r. 681–669 a.C.) | Assaradão (r. 681–669 a.C.) | Assaradão (r. 681–669 a.C.) | Assaradão (r. 681–669 a.C.) |                   |                   | Nergalsumuibni    | Nergalsumuibni    | Nergalsumuibni | Nergalsumuibni | Nergalsumuibni               | Nergalsumuibni               |                              |                              | Sarezer                      | Sarezer                      | Sarezer | Sarezer | Sarezer                | Sarezer                |                        |                        | Saditu                 | Saditu                 | Saditu | Saditu | Saditu       | Saditu       |              |              |              |              |  |  |                          |                          |                          |                          |                          |                          |  |  |
|  |  |             |             |             |             |                                              |                                              |                                              |                                              |                                              |                                              |                                             |                                             |                                             |                                             |                   |                   |                   |                   |                                  |                                  |                                  |                                  |                                  |                                  |                                           |                                           |                                           |                                           |                                           |                                           |                                |                                |                                 |                                 |                                 |                                 |                                 |                                 |                                |                                |                                |                                |               |               |                          |                          |                          |                          |                             |                             |                             |                             |                             |                             |                   |                   |                   |                   |                |                |                              |                              |                              |                              |                              |                              |         |         |                        |                        |                        |                        |                        |                        |        |        |              |              |              |              |              |              |  |  |                          |                          |                          |                          |                          |                          |  |  |
|  |  |             |             |             |             |                                              |                                              |                                              |                                              |                                              |                                              |                                             |                                             |                                             |                                             |                   |                   |                   |                   |                                  |                                  |                                  |                                  |                                  |                                  |                                           |                                           |                                           |                                           |                                           |                                           |                                |                                |                                 |                                 |                                 |                                 |                                 |                                 |                                |                                |                                |                                |               |               |                          |                          |                          |                          |                             |                             |                             |                             |                             |                             |                   |                   |                   |                   |                |                |                              |                              |                              |                              |                              |                              |         |         |                        |                        |                        |                        |                        |                        |        |        |              |              |              |              |              |              |  |  |                          |                          |                          |                          |                          |                          |  |  |
|  |  | Sinadinapli | Sinadinapli | Sinadinapli | Sinadinapli | Sinadinapli                                  | Sinadinapli                                  |                                              |                                              | Samassumuquim (r. 668–648 a.C.) (Babilônia)  | Samassumuquim (r. 668–648 a.C.) (Babilônia)  | Samassumuquim (r. 668–648 a.C.) (Babilônia) | Samassumuquim (r. 668–648 a.C.) (Babilônia) | Samassumuquim (r. 668–648 a.C.) (Babilônia) | Samassumuquim (r. 668–648 a.C.) (Babilônia) |                   |                   | Samasmetuubalite  | Samasmetuubalite  | Samasmetuubalite                 | Samasmetuubalite                 | Samasmetuubalite                 | Samasmetuubalite                 |                                  |                                  | Libali-Sarrate (e outra esposa)           | Libali-Sarrate (e outra esposa)           | Libali-Sarrate (e outra esposa)           | Libali-Sarrate (e outra esposa)           | Libali-Sarrate (e outra esposa)           | Libali-Sarrate (e outra esposa)           |                                |                                |                                 |                                 |                                 |                                 | Assurbanípal (r. 669–631 a.C.)  | Assurbanípal (r. 669–631 a.C.)  | Assurbanípal (r. 669–631 a.C.) | Assurbanípal (r. 669–631 a.C.) | Assurbanípal (r. 669–631 a.C.) | Assurbanípal (r. 669–631 a.C.) |               |               | Assurtaquisaliblute      | Assurtaquisaliblute      | Assurtaquisaliblute      | Assurtaquisaliblute      | Assurtaquisaliblute         | Assurtaquisaliblute         |                             |                             | Assurmuquimpaleia           | Assurmuquimpaleia           | Assurmuquimpaleia | Assurmuquimpaleia | Assurmuquimpaleia | Assurmuquimpaleia |                |                | Assuretelsameersetimubalissu | Assuretelsameersetimubalissu | Assuretelsameersetimubalissu | Assuretelsameersetimubalissu | Assuretelsameersetimubalissu | Assuretelsameersetimubalissu |         |         | Sinperuuquim           | Sinperuuquim           | Sinperuuquim           | Sinperuuquim           | Sinperuuquim           | Sinperuuquim           |        |        | Seruaeterate | Seruaeterate | Seruaeterate | Seruaeterate | Seruaeterate | Seruaeterate |  |  | Pelo menos mais 9 filhos | Pelo menos mais 9 filhos | Pelo menos mais 9 filhos | Pelo menos mais 9 filhos | Pelo menos mais 9 filhos | Pelo menos mais 9 filhos |  |  |
|  |  | Sinadinapli | Sinadinapli | Sinadinapli | Sinadinapli | Sinadinapli                                  | Sinadinapli                                  |                                              |                                              | Samassumuquim (r. 668–648 a.C.) (Babilônia)  | Samassumuquim (r. 668–648 a.C.) (Babilônia)  | Samassumuquim (r. 668–648 a.C.) (Babilônia) | Samassumuquim (r. 668–648 a.C.) (Babilônia) | Samassumuquim (r. 668–648 a.C.) (Babilônia) | Samassumuquim (r. 668–648 a.C.) (Babilônia) |                   |                   | Samasmetuubalite  | Samasmetuubalite  | Samasmetuubalite                 | Samasmetuubalite                 | Samasmetuubalite                 | Samasmetuubalite                 |                                  |                                  | Libali-Sarrate (e outra esposa)           | Libali-Sarrate (e outra esposa)           | Libali-Sarrate (e outra esposa)           | Libali-Sarrate (e outra esposa)           | Libali-Sarrate (e outra esposa)           | Libali-Sarrate (e outra esposa)           |                                |                                |                                 |                                 |                                 |                                 | Assurbanípal (r. 669–631 a.C.)  | Assurbanípal (r. 669–631 a.C.)  | Assurbanípal (r. 669–631 a.C.) | Assurbanípal (r. 669–631 a.C.) | Assurbanípal (r. 669–631 a.C.) | Assurbanípal (r. 669–631 a.C.) |               |               | Assurtaquisaliblute      | Assurtaquisaliblute      | Assurtaquisaliblute      | Assurtaquisaliblute      | Assurtaquisaliblute         | Assurtaquisaliblute         |                             |                             | Assurmuquimpaleia           | Assurmuquimpaleia           | Assurmuquimpaleia | Assurmuquimpaleia | Assurmuquimpaleia | Assurmuquimpaleia |                |                | Assuretelsameersetimubalissu | Assuretelsameersetimubalissu | Assuretelsameersetimubalissu | Assuretelsameersetimubalissu | Assuretelsameersetimubalissu | Assuretelsameersetimubalissu |         |         | Sinperuuquim           | Sinperuuquim           | Sinperuuquim           | Sinperuuquim           | Sinperuuquim           | Sinperuuquim           |        |        | Seruaeterate | Seruaeterate | Seruaeterate | Seruaeterate | Seruaeterate | Seruaeterate |  |  | Pelo menos mais 9 filhos | Pelo menos mais 9 filhos | Pelo menos mais 9 filhos | Pelo menos mais 9 filhos | Pelo menos mais 9 filhos | Pelo menos mais 9 filhos |  |  |
|  |  |             |             |             |             |                                              |                                              |                                              |                                              |                                              |                                              |                                             |                                             |                                             |                                             |                   |                   |                   |                   |                                  |                                  |                                  |                                  |                                  |                                  |                                           |                                           |                                           |                                           |                                           |                                           |                                |                                |                                 |                                 |                                 |                                 |                                 |                                 |                                |                                |                                |                                |               |               |                          |                          |                          |                          |                             |                             |                             |                             |                             |                             |                   |                   |                   |                   |                |                |                              |                              |                              |                              |                              |                              |         |         |                        |                        |                        |                        |                        |                        |        |        |              |              |              |              |              |              |  |  |                          |                          |                          |                          |                          |                          |  |  |
|  |  |             |             |             |             |                                              |                                              |                                              |                                              |                                              |                                              |                                             |                                             |                                             |                                             |                   |                   |                   |                   |                                  |                                  |                                  |                                  |                                  |                                  |                                           |                                           |                                           |                                           |                                           |                                           |                                |                                |                                 |                                 |                                 |                                 |                                 |                                 |                                |                                |                                |                                |               |               |                          |                          |                          |                          |                             |                             |                             |                             |                             |                             |                   |                   |                   |                   |                |                |                              |                              |                              |                              |                              |                              |         |         |                        |                        |                        |                        |                        |                        |        |        |              |              |              |              |              |              |  |  |                          |                          |                          |                          |                          |                          |  |  |
|  |  |             |             |             |             |                                              |                                              |                                              |                                              |                                              |                                              |                                             |                                             |                                             |                                             |                   |                   |                   |                   | Assuretililani (r. 631–627 a.C.) | Assuretililani (r. 631–627 a.C.) | Assuretililani (r. 631–627 a.C.) | Assuretililani (r. 631–627 a.C.) | Assuretililani (r. 631–627 a.C.) | Assuretililani (r. 631–627 a.C.) |                                           |                                           | Sinsariscum (r. 627–612 a.C.)             | Sinsariscum (r. 627–612 a.C.)             | Sinsariscum (r. 627–612 a.C.)             | Sinsariscum (r. 627–612 a.C.)             | Sinsariscum (r. 627–612 a.C.)  | Sinsariscum (r. 627–612 a.C.)  |                                 |                                 | Ninurtasarrusur                 | Ninurtasarrusur                 | Ninurtasarrusur                 | Ninurtasarrusur                 | Ninurtasarrusur                | Ninurtasarrusur                |                                |                                | Outros filhos | Outros filhos | Outros filhos            | Outros filhos            | Outros filhos            | Outros filhos            |                             |                             |                             |                             |                             |                             |                   |                   |                   |                   |                |                |                              |                              |                              |                              |                              |                              |         |         |                        |                        |                        |                        |                        |                        |        |        |              |              |              |              |              |              |  |  |                          |                          |                          |                          |                          |                          |  |  |
|  |  |             |             |             |             |                                              |                                              |                                              |                                              |                                              |                                              |                                             |                                             |                                             |                                             |                   |                   |                   |                   | Assuretililani (r. 631–627 a.C.) | Assuretililani (r. 631–627 a.C.) | Assuretililani (r. 631–627 a.C.) | Assuretililani (r. 631–627 a.C.) | Assuretililani (r. 631–627 a.C.) | Assuretililani (r. 631–627 a.C.) |                                           |                                           | Sinsariscum (r. 627–612 a.C.)             | Sinsariscum (r. 627–612 a.C.)             | Sinsariscum (r. 627–612 a.C.)             | Sinsariscum (r. 627–612 a.C.)             | Sinsariscum (r. 627–612 a.C.)  | Sinsariscum (r. 627–612 a.C.)  |                                 |                                 | Ninurtasarrusur                 | Ninurtasarrusur                 | Ninurtasarrusur                 | Ninurtasarrusur                 | Ninurtasarrusur                | Ninurtasarrusur                |                                |                                | Outros filhos | Outros filhos | Outros filhos            | Outros filhos            | Outros filhos            | Outros filhos            |                             |                             |                             |                             |                             |                             |                   |                   |                   |                   |                |                |                              |                              |                              |                              |                              |                              |         |         |                        |                        |                        |                        |                        |                        |        |        |              |              |              |              |              |              |  |  |                          |                          |                          |                          |                          |                          |  |  |
|  |  |             |             |             |             |                                              |                                              |                                              |                                              |                                              |                                              |                                             |                                             |                                             |                                             |                   |                   |                   |                   | Filhos                           | Filhos                           | Filhos                           | Filhos                           | Filhos                           | Filhos                           |                                           |                                           | Assurubalite II (612 609 a.C.)            | Assurubalite II (612 609 a.C.)            | Assurubalite II (612 609 a.C.)            | Assurubalite II (612 609 a.C.)            | Assurubalite II (612 609 a.C.) | Assurubalite II (612 609 a.C.) |                                 |                                 |                                 |                                 |                                 |                                 |                                |                                |                                |                                |               |               |                          |                          |                          |                          |                             |                             |                             |                             |                             |                             |                   |                   |                   |                   |                |                |                              |                              |                              |                              |                              |                              |         |         |                        |                        |                        |                        |                        |                        |        |        |              |              |              |              |              |              |  |  |                          |                          |                          |                          |                          |                          |  |  |